# Havtorn (art)
Havtorn (Hippophaë rhamnoides ssp. rhamnoides) er en op til 6 meter høj busk, der vokser i kystnære områder i det nordvestlige Europa inklusive Danmark. Andre underarter af havtorn er udbredt i Centralasien, Himalaya, Tibet og Kina. Busken bærer om efteråret og ud på vinteren gule eller orangerøde frugter. Smagen er særpræget og syrlig, men ikke besk. Havtorn kaldes også sandtorn, klittorn, klittjørn eller havtidsel.

## Beskrivelse
Havtorn er en løvfældende busk med en åben og opret, stiv vækstform. Alle skud bærer talrige grentorne. Barken er først brun og håret. Senere bliver den grå med bronzefarvede hår, og til sidst kan gamle grene skalle af i smalle strimler. Knopperne er spredte, bronzebrune og ganske små. Hanlige buske bærer desuden knopper med hanlige blomsteranlæg, og de er tætsiddende, tykke og bronzegyldne.
Bladene er linje- eller lancetformede med hel rand. Oversiden er grågrøn og spredt behåret, mens undersiden er sølvhvid og meget tæt håret. Havtorn blomstrer og bestøves i april-maj. Fra juni kan man se anlæg til de kommende bær på hun busken. I løbet af de kommende måneder vokser havtornbærrene. Først er de grønne og siden, når de modnes bliver de gule eller orange. De er modne til høst fra midten af august og frem til slut september, alt afhængig af sorten og vejret. Smagen er dejlig syrlig med et eksotisk præg, men ikke besk. Frøene spirer villigt.
Rodnettet består af tykke, svagt forgrenede rødder, der ligger lige under jordoverfladen, eller som går dybt ned. Sandtorn sætter masser af rodskud. Busken omsætter luftens kvælstof (N) til brugbare forbindelser ved hjælp af nogle strålesvampe i knolde på rødderne.
Højde x bredde og årlig tilvækst: 5 x 3 m (25 x 20 cm/år), men planter fra danske frøkilder er knapt så høje og meget mere brede.

## Voksested
Busken vokser på helt skyggefri jord med et højt kalkindhold. Under disse forhold kan den både være pionérplante og danne krat eller skovbryn. I Danmark findes havtorn vildtvoksende på skrænter og i klitter med fuld sol.
Havtorn findes i flere typer, f.eks. en lav NV-dansk og en højere SØ-dansk busk, begge med mange og lange torne. Den er meget lyskrævende og særlig velegnet til vindudsatte kystzoner. Tåler saltholdig luft. Havtorn kan gro næsten overalt, også i sand og grus. Nogle typer sætter mange rodskud.

## Anvendelse
Bærrene ædes af mange fuglearter, herunder fasan. Busken kan bruges i læhegn, vildtremiser eller som skræntsikring på løs og sandet jord. Havtorn er også en yndet ingrediens i kryddersnaps.
Den tåler beskæring godt.

### Sorter
- Askola
- Frugana
- Habego
- Sirola

## Planteformering
Havtorn kan formeres via frø, rodskud, hårde eller bløde stiklinger